# Dana Eveland
Dana James Eveland (né le 29 octobre 1983 à Olympia, Washington, États-Unis) est un lanceur gaucher qui a joué dans la Ligue majeure de baseball de 2005 à 2016. 
Il joue dans l'Organisation coréenne de baseball en 2013. 

## Carrière
Dana Eveland est repêché le 4 juin 2002 par les Brewers de Milwaukee. 
Il fait ses débuts en Ligue majeure le 16 juin 2005 sous les cokeurs des Brewers puis est tranaféré le 25 novembre 2006 aux Diamondbacks de l'Arizona à l'occasion d'un échange impliquant plusieurs joueurs.
Eveland rejoint les Athletics d'Oakland le 14 décembre 2007, toujours à l'occasion d'un échange impliquant plusieurs joueurs.
Il rejoint les Blue Jays de Toronto le 6 février 2010 avant d'être échangé aux Pirates de Pittsburgh le 1er juin 2010.
Il signe un contrat de ligues mineures au sein de l'organisation des Dodgers de Los Angeles le 22 novembre 2010. Il n'effectue que cinq départs pour les Dodgers en 2011, remportant trois de ses cinq décisions et affichant une bonne moyenne de points mérités de 3,03 en 29 manches et deux tiers lancées.
Le 8 décembre 2011, les Dodgers échangent Eveland aux Orioles de Baltimore en retour du lanceur gaucher Jarret Martin et du voltigeur Tyler Henson, tous deux joueurs en ligues mineures. En 2012, il s'aligne avec les Orioles.
En 2013, Eveland fait partie des Hanwha Eagles de la KBO, en Corée du Sud.
En février 2014, il rejoint les Mets de New York. Il maintient une très bonne moyenne de points mérités de 2,63 en 30 sorties et 27 manches et un tiers lancées pour les Mets en 2014.
En 2015, Eveland joue d'abord en ligues mineures dans l'organisation des Red Sox de Boston avant de rejoindre les Braves d'Atlanta en juin. Il dispute 10 rencontres cette année-là avec Atlanta.
En décembre 2015, il rejoint les Rays de Tampa Bay.